# Figur (Fiktion)
Figuren (lat. figura, ‚Gestalt‘) sind erfundene Wesen, die durch fiktionale Medienangebote dargestellt werden, etwa durch mündliche Erzählungen, Gemälde, Romane oder Filme. Dabei werden Figuren in jedem Medium auf eine besondere Art erschaffen: literarische Figuren durch geschriebene Sprache, Comicfiguren durch Bilderfolgen, Film- und Fernsehfiguren durch Bewegtbilder und Theaterfiguren durch direkt anwesende Schauspieler. Mit Computerspielfiguren können die User darüber hinaus interagieren und durch Avatare sogar zum virtuellen Teilnehmer in der fiktionalen Welt werden.

## Definition
Der Gebrauch des Ausdrucks Figur ist nicht ganz einheitlich. Alltagssprachlich wird er manchmal auf sämtliche Gestalten in den Medien angewandt, also nicht nur auf erfundene Wesen, sondern auch auf reale Personen, beispielsweise in Dokumentarfilmen. Um hier eine deutliche Grenze zu ziehen, ist vor allem im juristischen Kontext der Ausdruck Kunstfigur gebräuchlich. In der Regel sind damit fiktive Figuren gemeint, die eng mit öffentlich auftretenden Darstellern oder Stars verbunden sind: So ist der kasachische Journalist Borat im gleichnamigen Film eine Kunstfigur des britischen Komikers Sacha Baron Cohen, weil dieser auch außerhalb des Films als Borat auftritt. In den Geisteswissenschaften ist der Ausdruck Kunstfigur eher unüblich; man spricht von fiktiven Figuren oder einfach von Figuren, bemüht sich aber um eine präzisere Verwendungsweise als in der Alltagssprache. Was Figuren genau sind, ist dabei in mindestens drei Hinsichten umstritten:
1. Ontologie: Figuren wie Sherlock Holmes kann man nicht auf der Straße begegnen, aber auf irgendeine Weise scheint es sie doch zu geben. Um was für eine Art von Gegenständen handelt es sich also? Semiotische Theoretiker halten Figuren für Zeichen im Text. Psychologische Theoretiker halten sie dagegen für Vorstellungen im Kopf von Lesern oder Zuschauern. Eine dritte Theoretikergruppe hält sie für Produkte der Kommunikation zwischen Autoren und ihrem Publikum. Diese Meinungen führen zu unterschiedlichen Methoden und Ergebnissen der Untersuchung: So galt es in der Literaturwissenschaft längere Zeit als falsch, sich Gedanken über die Psyche von Figuren zu machen, weil diese ja nur Textbausteine seien. Heutzutage geht man dagegen davon aus, dass die figurenbezogenen Aussagen, die explizit in einem Text stehen, in der Vorstellung von Autoren und Lesern systematisch ergänzt werden. Ähnlich beim Film: Wir sehen eine Figur lachen, vermuten aber aus unserer Alltagserfahrung, dass sie in Wirklichkeit todtraurig ist.
2. Fiktionalität: Figuren sind fiktiv, es gibt sie nicht in der konkreten Wirklichkeit. Aber in manchen fiktionalen Erzählungen kommen historische Gestalten wie Napoleon oder Kennedy vor, die nicht frei erfunden, sondern an die Realität angelehnt sind. Durch den Kontext eines fiktionalen Werks, das keinen direkten Wahrheitsanspruch erhebt, werden sie jedoch selbst fiktionalisiert. So wird Napoleon in Spielfilmen von Schauspielern dargestellt, die zumindest ein wenig anders aussehen und sich anders verhalten als ihr historisches Vorbild, und John F. Kennedy in einem Roman wird als Romanfigur verstanden.
3. Personalität: Manchmal wird davon ausgegangen, dass Figuren stets menschlichen Personen entsprechen. Dies ist aber unzutreffend: Es kann sich auch um Tiere (Lassie), um übernatürliche oder künstliche Gestalten (Götter, Monster, Außerirdische, Roboter) oder um Mischformen (Werwölfe, Cyborgs usw.) handeln. Die entscheidenden Merkmale, die Figuren von anderen Elementen fiktionaler Welten unterscheiden, sind vor allem ihre Fähigkeit zu einem Innenleben (zu mentalen Prozessen wie Denken, Fühlen, Wollen usw.) und meist auch zum Handeln innerhalb einer dargestellten Welt.
Figuren können demnach näherungsweise definiert werden als fiktive, kommunikativ konstruierte Gegenstände, denen in Medientexten die Fähigkeit zu einem Innenleben zugeschrieben wird. Dieses Innenleben kann sehr einfacher Art sein (das Krümelmonster aus der Sesamstraße will Kekse), aber auch sehr komplexer Art (etwa in psychologischen Romanen).

## Funktion
Figuren können zur Erfüllung diverser allgemeiner Funktionen von Medientexten beitragen: Unterhaltung, Kunsterfahrung, Aufklärung, Ideologievermittlung oder Werbung (Werbefigur). Manche populären Gestalten – zum Beispiel Mickey Mouse, Bugs Bunny oder James Bond – sind dabei in mehreren Medien präsent und haben oft erheblichen Einfluss auf ihr Publikum. Dieser Einfluss hängt auch damit zusammen, dass Figuren intensive Gefühle auslösen können: Man lacht über sie, fürchtet um sie, kann sich mit ihnen identifizieren oder sie als Vorbilder, Rollenmodelle oder auch abschreckende Beispiele ansehen.
Zugleich übernehmen Figuren innerhalb eines Medientextes spezifische dramaturgische Funktionen und Rollen, sie sind Neben- oder Hauptfiguren, Protagonisten oder Antagonisten. Durch ihre Motive und ihr Verhalten treiben sie die Handlung von Erzählungen an; deren Plot besteht meist zum größten Teil aus ihren Aktionen. Ihre Eigenschaften können zudem übergeordnete Themen und Bedeutungen vermitteln, etwa wenn Figuren als Symbole, Allegorien oder Personifikationen dienen. Manche dieser Bedeutungen sind stark konventionalisiert – der Sensenmann als Personifikation des Todes –, andere subtil und werkspezifisch.

## Formen
Der Vielfalt von Funktionen und Medienangeboten entspricht die Vielfalt von Formen, die Figuren annehmen. Sie können mehr oder weniger an eine Alltagsrealität angelehnt sein oder von ihr abweichen. Verschiedene Mittel, darunter Dramatisierung, Emotionalisierung, Stilisierung, Perspektivierung, komische Überzeichnung, tragen zu solchen Abweichungen bei und steigern zugleich ihre Wirkung. Bei Comicfiguren ist zum Beispiel oft der Gesichts- und Körperausdruck stark übertrieben: Manchen von ihnen fallen buchstäblich die Augen aus dem Kopf.
Figuren können eher typisiert oder eher individualisiert gestaltet sein, und die Perspektive von Lesern, Zuhörern oder Zuschauern auf das Geschehen kann der Perspektive der Figuren mehr oder weniger stark angenähert werden. Im Film wird dies durch die subjektive Kamera besonders deutlich: Die Zuschauer sehen in etwa das, was die Figur sieht.
Meist sind Figuren in das Beziehungsnetz einer Figurenkonstellation eingeordnet, nehmen darin eine soziale Position ein und werden durch Verfahren der Parallelisierung oder Kontrastierung anderen Figuren gegenübergestellt, mit denen sie in Konflikt geraten können. So stehen der Cop und der Gangster in Michael Manns Film „Heat“ auf verschiedenen Seiten des Gesetzes, haben aber ähnliche Werte und Probleme.

## Wissenschaft
Bei der dramaturgischen, kulturkritischen, medien- oder literaturwissenschaftlichen Analyse und Interpretation von Figuren werden unterschiedliche Methoden verwendet. Untersucht werden dabei vor allem die folgenden Bereiche:
1. ihre Darstellung und Charakterisierung im Medientext (direkte und indirekte, Eigen- und Fremd-Charakterisierung; medienspezifische Strategien),
2. ihre mimetischen Eigenschaften und Strukturen (Körper, Psyche, Sozialität; Verhalten; Dimensionalität, Entwicklung),
3. ihre Verhältnisse zu anderen Textelementen (zum Beispiel Raum, Diegese, Plot),
4. ihre Rezeption (Verstehen, Empathie, Identifikation, parasoziale Interaktion) sowie
5. ihr Zusammenhang mit soziokulturellen Kontexten und historischen Entwicklungen (Ursachen, Wirkungen, Menschenbilder, Stereotype).

Die oben skizzierten Auffassungen zur Ontologie der Figur haben Auswirkungen darauf, welchen dieser Bereiche man für besonders wichtig hält: Wer eine Figur wie James Bond für einen Textbaustein hält, wird besonders genau untersuchen, mit welchen Verfahren Bond im Text dargestellt ist. Wer Bond dagegen psychologisch versteht, als Vorstellung im Kopf der Leser oder Zuschauer, wird sich eher dafür interessieren, wie die Leser oder Zuschauer gerade zu dieser Bond-Vorstellung kommen und welche Gefühle sie auslöst.
Insbesondere hinsichtlich der Untersuchungsbereiche 1, 4 und 5 gibt es zudem erhebliche Differenzen zwischen den Figuren unterschiedlicher Medien: Beispielsweise werden Romanfiguren wie Goethes Wilhelm Meister mittels sprachlicher Verfahren der Erzähler- und Figurenrede dargestellt, während Filmfiguren wie Scorseses „Taxi Driver“ in einem komplizierteren Prozess entstehen: Sie werden durch Schauspieler (hier: Robert De Niro) verkörpert, die von Regisseuren inszeniert und deren Bilder von Kameraleuten aufgezeichnet werden, bis in der Bild- und Tonmontage die fertige Figurendarstellung entsteht.
So unterschiedlich wie diese Mittel sind auch die medialen und kulturellen Kontexte, durch die solche Figuren geprägt werden, und schließlich die kognitiven und emotionalen Reaktionen der Leser, Zuhörer und Zuschauer.